# Andrea Riseborough
Andrea Riseborough, née le 20 novembre 1981 à Wallsend (Angleterre), est une actrice britannique.
Après de nombreux seconds rôles à la télévision puis au cinéma. Au début des années 2010 : elle obtient une popularité internationale grâce à la biographie W.E : Wallis and Edward de Madonna dans laquelle elle interprète l'ancienne duchesse américano-britannique Wallis Simpson. Le film est un véritable échec critique et commercial. Toutefois, l'interprétation de Riseborough est saluée par la presse nationale et étrangère. Elle tient ensuite plusieurs seconds rôles dans des succès comme Birdman en 2014, Nocturnal Animals en 2016, La Mort de Staline en 2018...
Une décennie plus tard, elle est la tête d'affiche du drame indépendant To Leslie en 2023. Acclamée par de nombreux acteurs internationaux, elle obtient une nomination à l'Oscar de la meilleure actrice, devenant malgré elle la seconde actrice après Catherine Deneuve en 1992 à ne pas avoir cumulé auparavant des nominations aux Goldens Globes et Baftas (récompenses traditionnelles obtenues par une actrice avant d'être reconnue par l'AMPAS) pour prétendre au prix.

## Biographie
Andrea Louise Riseborough est née à Wallsend et a grandi à Whitley Bay, en Angleterre.
Jeune, elle débute au Théâtre du Peuple, à Newcastle upon Tyne. Riseborough a étudié à l'école indépendante de Newcastle upon Tyne Church High School à Jesmond.
Elle est diplômée de l'Académie royale d'Art dramatique en 2005.

## Carrière

### 2006-2010: Débuts discrets
Elle débute en 2006 au cinéma dans Venus de Roger Michell. L'année suivante, elle tient un plus gros rôle dans Magicians d'Andrew O'Connor.
En 2008, elle est présente dans Be Happy de Mike Leigh et Love You More de Sam Taylor-Johnson.
Elle est apparue en 2010 dans les films We Want Sex Equality et l'adaptation de Never Let Me Go de Mark Romanek.
Elle apparaît dans l'adaptation cinématographique par Rowan Joffé de Brighton Rock aux côtés d'Helen Mirren et John Hurt. Elle a travaillé avec Peter Flannery dans son scénario de The Devil's Whore basé sur la vie de James Miranda Barry avec Michael Fassbender.

### 2011-2022: Révélation grace à son rôle dansW.E
En 2011, elle joue le rôle de Wallis Simpson dans W.E., réalisé par Madonna. EPuis elle tourne aux côtés de Michael Sheen et Iwan Rheon dans Résistance (en), une adaptation d'un roman de Sheers Owen.
En 2013, elle est apparue aux côtés de Tom Cruise dans Oblivion et joue également dans Welcome to the Punch.
En 2016, elle rejoint la distribution de la seconde saison de Bloodline, diffusée sur Netflix. L'année suivante, elle obtient un rôle dans le film Nocturnal Animals de Tom Ford, ainsi que dans Battle of the Sexes et elle tient le premier rôle d'un épisode de la saison 4 de Black Mirror.
En 2018, elle est présente au casting des films La Mort de Staline, Burden, Nancy et Mandy. On peut également la retrouver dans la mini-série Waco. En octobre 2018, lors du 62e Festival du film de Londres, elle y est membre du jury présidé par le réalisateur Lenny Abrahamson.
En 2020, elle est à l'affiche des films Louxor de Zeina Durra, The Grudge de Nicolas Pesce et Possessor de Brandon Cronenberg et de la série ZeroZeroZero.

### Depuis 2022: Tournant grâce au filmA Leslie
En 2022, elle joue aux côtés de Christian Bale, Margot Robbie et John David Washington (entre autres) dans le film choral Amsterdam de David O. Russell et la comédie musicale Matilda avec Emma Thompson. Ces deux films sont des échecs critiques ety
En 2023, sa carrière prend un tournant médiatique quand elle est choisie pour incarner le rôle principal du film indépendant To Leslie de Michael Morris. Les critiques sont très positives malgré le fait que le film ne soit sorti qu'exclusivement en Angleterre et aux États-Unis. Sa performance d'une mère est saluée par de nombreux membres de la profession dont Jennifer Aniston, Charlize Theron, Sarah Paulson, Courteney Cox, Edward Norton, ou encore Gwyneth Paltrow. Ces derniers se mobilisent pour pousser le film jusqu'aux Oscars , chose inédite pour un film qui n'a pas concouru aux Goldens Globes  et Baftas. La comédienne obtient sa première nomination à l' Oscar de la meilleure actrice. Cette annonce surprise créer une controverse sur le processus de nomination de l'Academy of Motion Picture Arts and Sciences (AMPAS) pour les Oscars. Une enquête est alors ouverte pour savoir s'il y a eu de la triche ou lobbying notamment de la part des artistes du cinéma ayant salué le travail de la comédienne sur le film.Après plusieurs mois d'investigation, l'Academy of Motion Picture Arts and Sciences qui décernent les statuettes décideront de conserver la nomination d'Andrea Riseborough à l'Oscar de la meilleure actrice. Elle perd le prix face à Michelle Yeoh.
L'année suivante elle donne la réplique à Kate Winslet, Matthias Schoenaerts et Guillaume Gallienne dans la mini-série The Regime créée et réalisée par Stephen Frears produite par la chaine HBO. La mini-série est présentée comme une satire des politiciens conservateurs du XXIe siècle. Le programme reçoit des critiques positives. Elle fait son retour au cinéma dans la comédie franco-américaine Au fil des saisons aux côtés de Catherine Deneuve qui joue dans sa mère. Dans ce film, elle interprète le rôle de Laura, une mère de famille atteinte d'un cancer qui reprends contact avec sa propre-mère des années plus tard. En France, le long-métrage reçoit un bel accueil critique.
Elle retrouve ensuite Kate Winslet pour le film biographique que la réalisatrice Ellen Kuras a consacré à la photographe de guerre Lee Miller. Elle y incarnera l'ancienne rédactrice de la version de Vogue en Grande-Bretagne : Audrey Withers et concurente de son homologue française Solange d'Ayen. La comédienne vient compléter qui outre Kate Winslet se compose de Marion Cotillard, Alexander Skarsgård, Josh O'Connor, Patrick Mille, Noémie Merlant et Zita Hanrot.

## Filmographie

### Cinéma

#### Longs métrages
- 2006 : Venus de Roger Michell : une actrice
- 2007 : Magicians d'Andrew O'Connor : Dani
- 2008 : Be Happy (Happy-Go-Lucky) de Mike Leigh : Dawn
- 2008 : Love You More de Sam Taylor-Johnson : Georgia
- 2009 : Mad Sad & Bad d'Avie Luthra : Julia
- 2010 : Auprès de moi toujours (Never Let Me Go) de Mark Romanek : Chrissie
- 2010 : We Want Sex Equality (Made in Dagenham) de Nigel Cole : Brenda
- 2010 : Brighton Rock de Rowan Joffé : Rose
- 2011 : W.E : Wallis and Edward de Madonna : Wallis Simpson
- 2011 : Résistance d'Amit Gupta : Sarah
- 2012 : Shadow Dancer de James Marsh : Colette McVeigh
- 2012 : Disconnect d'Henry Alex Rubin : Nina Dunham
- 2013 : Welcome to the Punch (Punch 119) d'Eran Creevy : Sarah Hawks
- 2013 : Oblivion de Joseph Kosinski : Victoria
- 2014 : Birdman d'Alejandro González Iñárritu : Laura
- 2014 : The Silent Storm de Corinna McFarlane : Aislin
- 2015 : That Dog de Nick Thorburn : Stacey
- 2015 : Hidden de Matt et Ross Duffer : Claire
- 2016 : Nocturnal Animals de Tom Ford : Alessia
- 2016 : Sheperds and Butchers d'Oliver Schmitz : Kathleen Marais
- 2017 : Battle of the Sexes de Jonathan Dayton et Valerie Faris : Marilyn Barnett
- 2018 : La Mort de Staline (The Death of Stalin) d'Armando Iannucci : Svetlana Staline
- 2018 : Mandy de Panos Cosmatos : Mandy
- 2018 : Burden d'Andrew Heckler : Judy
- 2018 : Nancy de Christina Choe : Nancy Freeman
- 2019 : Un hiver à New York (The Kindness of Strangers) de Lone Scherfig : Alice
- 2020 : Louxor de Zeina Durra : Hana
- 2020 : The Grudge de Nicolas Pesce : Détective Muldoon
- 2020 : Possessor de Brandon Cronenberg : Tasya Vos
- 2021 : La Vie extraordinaire de Louis Wain (The Electrical Life of Louis Wain) de Will Sharpe : Caroline Wain
- 2022 : Amsterdam de David O. Russell : Beatrice Vandenheuvel
- 2022 : Matilda (Roald Dahl's Matilda the Musical) de Matthew Warchus : Mme Verdebois
- 2022 : What Remains de Ran Huang : Anna Rudebeck
- 2022 : To Leslie de Michael Morris (en) : Leslie
- 2022 : Please Baby Please d’Amanda Kramer : Suze
- 2023 : Lee Miller d'Ellen Kuras : Audrey Withers
- 2023 : Alpha Gang de David et Nathan Zellner
- 2023 : Au fil des saisons (Funny Birds) de Hanna Ladoul et Marco La Via : Laura

### Télévision

#### Séries télévisées
- 2005 : Doc Martin : Samantha
- 2007 : Party Animals : Kristy MacKenzie
- 2008 : Being Human : La Confrérie de l'étrange (Being Human) : Annie
- 2008 : The Devil's Whore : Angelica Fanshawe
- 2016 : Bloodline : Evangeline
- 2016 : Témoin à charge (The Witness for the Prosecution) : Romaine Heilger
- 2016 : Monstre sacré (National Treasure) : Dee
- 2017 : Black Mirror : Mia Nolan
- 2018 : Waco : Judy Schneider
- 2019-2020 : ZeroZeroZero : Emma Lynwood
- 2024 : The Regime (mini-série) de Stephen Frears : la directrice du palais, bras droit de la chancelière et premier ministre

#### Téléfilms
- 2005 : Whatever Love Means : Anna Wallace
- 2006 : The Secret Life of Mrs. Beeton de Jon Jones : Myra
- 2008 : Margaret Thatcher : The Long Walk to Finchley de Niall MacCormick : Margaret Thatcher
- 2014 : The Money de Justin Chadwick : Anna Elkin

## Distinctions

### Récompenses
- Royal Television Society Awards 2008 : Meilleure actrice pour The Devil's Whore
- British Independent Film Awards 2012 : Meilleure actrice pour Shadow Dancer
- Evening Standard British Film Awards 2012 : Meilleure actrice pour Shadow Dancer
- London Film Critics' Circle Awards 2012 : Meilleure actrice britannique pour Shadow Dancer

### Nominations
- British Academy Television Awards 2009 : Meilleure actrice pour Margaret Thatcher: The Long Walk to Finchley
- British Independent Film Awards 2010 : Meilleure actrice et meilleur espoir pour Brighton Rock
- Irish Film and Television Awards 2012 : Meilleure actrice internationale pour Shadow Dancer
- Oscars 2023 : Meilleure actrice pour À Leslie

## Voix francophones
En France
| - Léa Gabriele dans : - The Silent Storm - Bloodline (série télévisée) - Mandy - Armelle Gallaud dans : - We Want Sex Equality - Oblivion - Daniela Labbé Cabrera dans : - Brighton Rock - La Vie extraordinaire de Louis Wain - Marie-Eugénie Maréchal dans : - Birdman - La Mort de Staline | Et aussi - Émilie Marié dans Be Happy - Julie Dumas dans Auprès de moi toujours - Mélodie Orru dans Shadow Dancer - Chantal Baroin dans Disconnect - Maia Baran dans Welcome to the Punch - Maïa Liaudois dans Témoin à charge (mini-série) - Dorothée Pousséo dans Monstre sacré (en) (mini-série) - Maëlia Gentil dans Nocturnal Animals - Ludivine Maffren dans Battle of the Sexes - Sandra Vandroux dans Black Mirror (série télévisée) - Marie Tirmont dans Burden - Claire Tefnin dans Waco (mini-série) - Hélène Bizot dans ZeroZeroZero (série télévisée) - Barbara Tissier dans Amsterdam - Angèle Humeau dans Matilda - Laëtitia Lefebvre dans Le Régime (mini-série) - Pauline Moingeon Vallès dans Lee Miller |